# Arp 107
Arp 107 (UGC 5984) est une paire de galaxies en interaction située dans la constellation du Petit Lion.
Note : Les valeurs présentes dans l'encadré ci-contre à droite, ainsi que celles ci-dessus, correspondent à celles pour la paire en elle-même.

## Caractéristiques
Sa vitesse par rapport au fond diffus cosmologique est de 10 241 ± 36 km/s, ce qui correspond à une distance de Hubble de 151,0 ± 10,6 Mpc (∼493 millions d'al).

### Paire de galaxies
Arp 107 se compose de deux galaxies observées à un stade avancé d'une collision galactique. La galaxie située au sud-ouest, aussi la plus vaste, est PGC 32620 et celle du nord-est PGC 32628 (respectivement, à gauche et à droite sur l'image faite par le télescope Hubble). Les deux galaxies sont morphologiquement différentes, l'une étant de type spirale et l'autre elliptique, et sont reliées par un pont de matière (apparaissant comme double).
La galaxie spirale d'Arp 107 est une galaxie active de type Seyfert 2.
La paire de galaxies figure dans l'atlas des galaxies particulières d'Halton Arp sous la cote Arp 107, avec la mention suivante : « Le double bras mène à la galaxie E, matériau diffus de l'autre côté de la galaxie E » (E pour Elliptique).

### Interaction et formation d'étoiles
Une étude publiée en 2013 suppose des paramètres de collision précis, mentionnant que la galaxie elliptique aurait autrefois impacté la périphérie du disque de la galaxie spirale. L'impact a engendré une évolution morphologique de la galaxie spirale vers une forme semi-annulaire, avec un large bras spiral de formation d'étoiles décrivant une sorte de demi-boucle, s'étendant vers le nord-ouest. Ce bras se poursuit davantage vers le nord sous l'aspect d'un bras de marée, plus diffus, dont on pense qu'il pourrait éventuellement s'agir d'un second bras à part entière et non d'une extension du premier.
Cette même étude évoque aussi que le taux de formation stellaire dans la galaxie spirale reste relativement « calme », comparé à d'autres systèmes de galaxies en interaction. L'âge moyen des amas stellaires de la galaxie, dans lesquels naissent encore des étoiles, est estimé entre 80 et 20 millions d'années. Il est cependant possible que chacun d'entre eux contienne des étoiles plus jeunes, âgées d'environ 10 millions d'années.

## Galerie

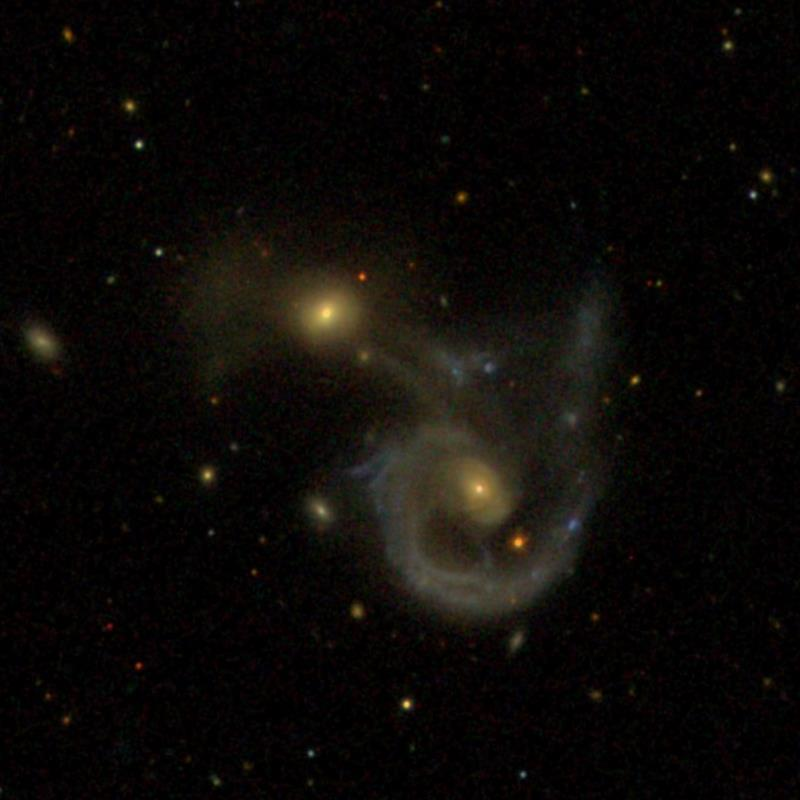
Arp 107 par le relevé SDSS (sur cette image, le nord est en haut).
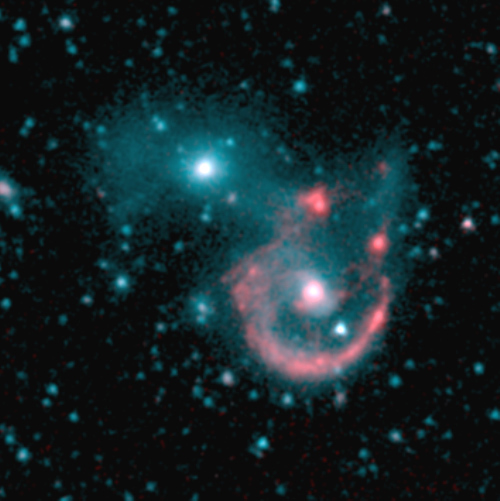
Arp 107 imagée en infrarouge par le télescope spatial Spitzer.
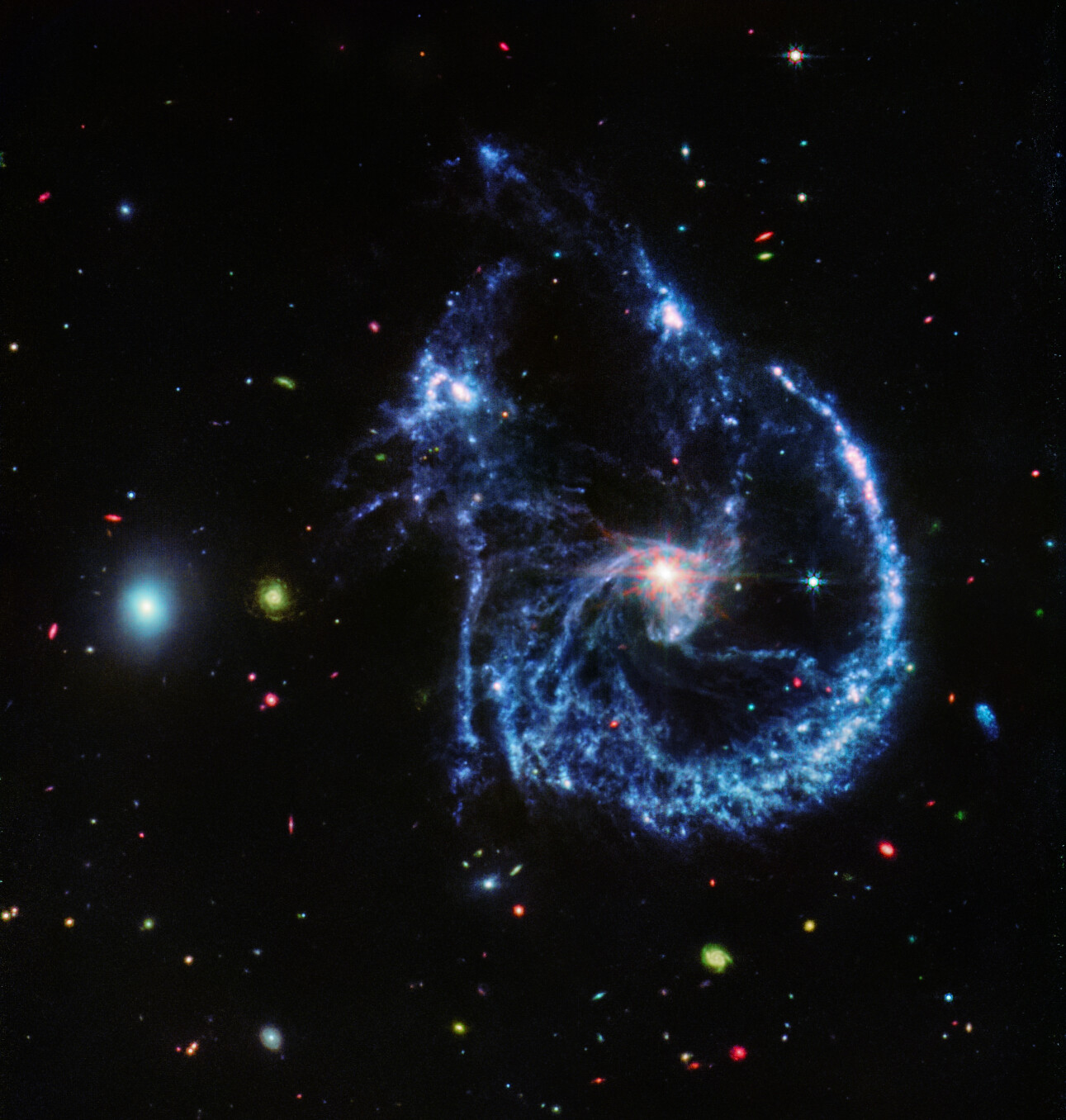
Arp 107 imagée par l'instrument MIRI du télescope spatial James Webb.
Image composite d'Arp 107 par le télescope spatial James Webb (instruments MIRI et NIRCam).